# Канкун
Канкун (на испански: Cancún) е крайбрежен град в мексиканския щат Кинтана Роо на полуостров Юкатан. Канкун е с население от 526 701 жители (2005 г.) и е разположен на надморска височина от 0 – 10 метра. Основан е на 20 април 1970 г. Представлява остров, отворен от едната страна като образува лагуна. Той е най-големият и най-красивият международен туристически курорт в страната. Плажовете са покрити с бял пясък, водите са синьо-зелени и чисти, а културният живот предлага археологически останки от пирамиди и музеи на открито.

## Местонахождение
Градът се намира на Юкатанския полуостров, в район, известен още като Мексиканските Кариби, на разстояние 1700 км от град Мексико. Разделен е на 5 зони:
- Остров Канкун
- Урбанистична зона
- Пуерто Хуарес
- Франка Ехидал
- Алфредо Бонфил

Географските му координати са 21° 09′ 38″ северна ширина и 86° 50′ 51″ западна дължина.

## История
Град Канкун възниква следствие на проучванията от 1967 година за построяване на град в този район, който да привлече чуждестранна валута и да се превърне в туристически център. Мексиканската банка (Banco de México) заедно с някои американски партньори проучва дълго и внимателно всички възможности на района. Строителството започва с 27 милиона долара заем на 23 януари 1970 година. По това време на остров Канкун живеят само 3-ма души, които се грижат за кокосовата плантация, и още 117 души в Пуерто Хуарес, който представлява военна база и рибарско селище. В последните 30 – 35 години градът се разраства неимоверно много и достига почти 600 000 жители.

## Демография
Канкун е космополитен град, в него живеят хора от други мексикански щати, както и от останалата част на Америка, а също така и Европа. Според данни от 2005 година:
- 215 163 души са католици
- 156 319 са протестантите
- 50 619 принадлежат на други религии
- 42 588 не са религиозни

## Климат
Климатът е тропичен, мек и влажен. Температурите се регулират от морския бриз. В зависимост от сезона, максималните температури достигат 28.3 °C (82.9 °F) през януари и 34.8 °C (94.6 °F) през август. Нощните температури варират между 19.8 °C (67.6 °F) през януари и 24.8 °C (76.6 °F) през юли.
Сезонът на тропическите бури е от май до декември, а най-влажният месец е септември. От февруари до май е сравнително сух сезон. Големите урагани са рядкост, но през 2005 година ураганът Уилма нанася големи щети на града.

## Археологични находки и туризъм
Канкун има 150 хотела с повече от 24 000 стаи и 380 ресторанта. Всяка година е посещаван от 4 милиона туристи, като средно на ден пристигат и заминават 190 полета. Някои от хотелите са сравнително евтини, тип мотел, докато други са изключително скъпи и луксозни. Всеки от тях предлага различни развлечения за гостите си – екскурзии с лодка, водни ски, плуване с делфини и други. В района се намират няколко музея на открито, основно с развалини от градове на маите. В съседния щат Юкатан се намира Чичен Ица.